# Ларсен, Клаус Бо
Кла́ус Бо Ла́рсен (дат. Claus Bo Larsen; род. 28 октября 1965, Оденсе) — датский футбольный судья международной категории. С 1996 года по 2010 — судья ФИФА. Судит международные матчи с 2000 года.

## Карьера
С 1994 года судит матчи датской высшей футбольной лиги.
Кроме судейства в Датской Суперлиге Клаус Бо Ларсен участвовал в судействе матчей на Олимпийских играх 2004 года в Афинах, судил матчи кубка УЕФА начиная с сезона 2003—2004 (7 матчей, показал 32 жёлтые карточки), матчи Лиги Чемпионов — начиная с сезона 2000/01 (22 матча, 45 жёлтых карточек). Судил 7 отборочных матчей Кубка мира 2006, 6 отборочных матчей Кубков Европы в 2002—2003 и 2006—2007 годах. 29 сентября 2007 года Клаус Бо Ларсен отсудил матч российской Высшей лиги между «Зенитом» и ЦСКА. Матч закончился победой «Зенита» 2:1.
В 2008 году был выбран судьёй матча на Суперкубок УЕФА между командами «Зенит» (Санкт-Петербург) и «Манчестер Юнайтед». Матч состоялся 29 августа 2008 года.
14 ноября 2009 года в рамках чемпионата Мира 2010 судил стыковой матч Россия - Словения. Тогда игра завершилась победой сборной России со счётом 2:1.